# Anybody Killa
Anybody Killa, właściwie James Lowery (ur. 26 lipca 1973 w Detroit) – amerykański raper, nagrywający dla wytwórni Psychopathic Records.

## Życiorys

### Krazy Klan / Native Funk (1995–2000)
W 1995 roku, wspólnie ze swoim przyjacielem z dzieciństwa, Lavelem, założyli grupę Krazy Klan, w której występowali pod pseudonimami Jaymo (ABK) oraz Jayho (Lavel).
W krótkim czasie Krazy Klan stał się jedną z najbardziej rozpoznawalnych horrorcore'owych grup w Detroit, zaraz za Insane Clown Posse i House of Krazees.
Pierwszym materiałem grupy był album "Frustrationz", wydany tylko na kasecie.
W tym samym czasie, ABK stracił część środkowego palca prawej dłoni, który został ucięty podczas pracy w fabryce części do Chryslera.
Po trzech latach milczenia, Krazy Klan powrócił z drugim (a zarazem ostatnim) albumem, "DevelopMENTAL", wydanym w 1999 roku, na którym gościnnie udzielili się Sol i Skarpz z HaLFBrEEd. W przeciwieństwie do debiutu grupy, "DevelopMENTAL" został wydany tylko na płycie CD. Wkrótce po wydaniu drugiego albumu, Krazy Klan rozpadł się.
W 2000 roku, ABK (pod pseudonimem Native Funk) wydał pierwszy solowy album zatytułowany "Rain from the Sun", a wkrótce potem, na stałe przybrał pseudonim Anybody Killa.
Po wydaniu "Rain from the Sun", ABK zaprzyjaźnił się z najnowszym (w tamtym czasie) członkiem Psychopathic Records – Blaze Ya Dead Homie, z którym wystąpił podczas Gathering of the Juggalos 2000. Po tym wydarzeniu Lowery zaprzyjaźnił się również z członkami ICP i zaczął się gościnnie pojawiać na ich albumach.

### Psychopathic Records (2001–2006)
W 2001 ABK podpisał kontrakt z Psychopathic Records i od razu zaczął pracę nad swoim drugim solowym albumem "Hatchet Warrior", który początkowo miał zostać wydany w 2002 roku.
Przed premierą drugiego solowego albumu, ABK wystąpił na kilku utworach innych artystów z Psychopathic Records, z tego, najbardziej popularnym był "Skanta Clawz" z serii The Pendulum.
W lutym 2002, na stronie internetowej BlazeYaDeadHomie.com, został udostępniony pierwszy wspólny "kawałek" Drive-By, "Foo-Dang!".
Po tym jak Anybody Killa zajął miejsce Marza, na stanowisku szóstego członka grupy Dark Lotus, 13 listopada ukazało się ponowne wydanie albumu "Tales From The Lotus Pod", na którym zwrotki Marza zostały usunięte i zastąpione nowymi, nagranymi przez ABK-a.
Pomimo iż "Tales From The Lotus Pod" z wersami ABK jest oficjalną i jedyną dostępną dzisiaj wersją płyty, to jednak Juggalos na całym świecie spierają się o to który z raperów wypadł lepiej, częściej obstawiając Marza.
Po rocznym opóźnieniu, 8 kwietnia 2003 roku, został wydany album "Hatchet Warrior". Debiutancki materiał Anybody Killa wydany w Psychopathic Records dotarł na 4. miejsce "Najbardziej Niezależnych Albumów" Billboardu.
Jeszcze w tym samym roku Lowery nagrał kilka kawałków na składankę "Psychopathics From Outer Space Part 2", która ukazała się na początku 2004.
6 kwietnia 2004 miała miejsce premiera drugiego albumu Dark Lotusa, "Black Rain", który jest jedynym w pełni nagranym albumem Lotusa z Anybody Killa w składzie.
Pod koniec lipca ukazał się album "Dirty History", który był nie tylko lepiej przyjęty od poprzedniej płyty, ale również okazał się jego najbardziej sukcesywnym albumem.
W tym samym roku ABK (jako Sawed Off) zaliczył debiutancki występ w szeregach grupy Psychopathic Rydas na ich trzecim albumie "Check Your Shit In Bitch!" oraz wspólnie z ICP udzielił się na płycie Fresh Kid Ice'a (2 Live Crew), "Freaky Chinese", w utworze "Tour Bus".
22 Marca 2005 została wydana EP-ka "Road Fools", z dodatkową płyta DVD, na której znalazły się fragmenty z trasy koncertowej. Również w 2005, ABK wspólnie z Blaze'em stworzyli krótkotrwały projekt Drive-By. Pierwszy materiał Drive-By ujrzał światło dzienne 6 października i nosił nazwę "Pony Down (Prelude)".
3 lutego 2006 roku, ogłoszono, że Lowery opuścił szeregi Psychopathic Records z powodu problemów kontraktowych.

### Niezależna kariera (2006–2007)
Wkrótce po opuszczeniu Psychopathic, ABK otworzył swoją własną stronę www.thehatchetwarrior.com oraz wydał reedycję płyty "Rain from the Sun".
Materiał został ponownie wydany 1 czerwca, a do płyty dołączono gratisowy "krążek" o nazwie "Rattlesnake EP", na którym znalazły się same nowe utwory, w tym przerobiona wersja "Guillotine" (pt."Guillotine 2"), z gościnnym udziałem rapera Stricta.
W tamtym czasie ABK dograł się do "kawałka" "Rockstar", który był dissem w kierunku ICP oraz Psychopathic Records, nagranym przez Lavela i byłego członka Psychopathic, Eshama. Mimo iż jasne było, że utwór ten jest dissem, wiele osób debatowało, czy wersy ABK-a faktycznie się do nich zaliczają.
W 2006, Anybody Killa wspólnie z raperami Strict & Venomiz, założył grupę "Detroit Warriors", w którą wydali pierwszy album "Strike 1 Mix".

W tym samym roku skończył pracę nad projektem, który rozpoczął jeszcze zanim odszedł z Psychopathic, o nazwie "Orange/Black CDs". 1 października obie płyty zostały udostępnione na stronie ABK-a, a już 30 października można było ściągnąć Halloweenowy singiel "All Hallows Day".
W grudniu na jego stronie został umieszczony świąteczny singiel z dwoma utworami, "Grandmas House Got Robbed For A Case Of Warm Beer" i "Holiday Hoe".
W kwietniu 2007, Detroit Warriors wypuścili swój drugi album "Strike 2 Mix", na którym gościnnie wystąpili min. Strict, Flagrant, AJAX, Krazy Klan.
Podczas Gathering of The Juggalos 2007, Anybody Killa wystąpił na głównej scenie, co dało nadzieje na jego powrót do Psychopathic.
1 października ABK wydał swój drugi album z serii "Orange/Black CDs", zatytułowany "Devilish: Black Orange", natomiast w grudniu na stronie internetowej znalazły się kolejne dwa świąteczne utwory, "Jingle My Balls" i "Frosty The Dopeman".

### Powrót do Psychopathic Records (po 2008)
W środę, 19 marca 2008 roku, w serwisie informacyjnym Weekly Freekly Weekly, została podana informacja że ABK oficjalnie wrócił do Psychopathic Records, a wydanie jego najnowszego albumu "Mudface" planowane jest pod koniec roku.

Wewnątrz okładki do "Mudface" znalazło się info że jego kolejną planowaną płytą będzie EP-ka "Possessed". Podczas trwania trasy "April Fools Foolin' Tour" ogłoszono, że "Possessed" będzie ekskluzywnie dostępna tylko podczas kolejnej trasy koncertowej ABK-a.
Jednak podczas Gathering of the Juggalos 2010, Anybody Killa potwierdził informację, że bonusowe "kawałki", które znajdą się na trzech wersjach albumu "Medicine Bag" były oryginalnie nagrane na "Possessed", a sama EP-ka nie zostanie wydana.
19 października 2010, po blisko dwóch latach przerwy, światło dzienne ujrzała piąta płyta ABK-a, "Medicine Bag".

## Dyskografia

### Albumy studyjne
Psychopathic Records
- Hatchet Warrior (2003)
- Dirty History (2004)
- Mudface (2008)
- Medicine Bag (2010)

### Niezależnie
- Rain from the Sun / Rattlesnake EP (2000/2006)
- Orange EP (2006)
- Black EP (2006)
- Holiday Jingles (2006)
- Devilish: Black Orange (2007)
- Frosty The Dopeman (2007)

### Single/EP
- Foo Dang (Drive-By) (2002)
- Hey Y'all (2004)
- Road Fools (2005)
- All Hallows Day (2006)